# Macomb (Illinois)
Macomb je grad u američkoj saveznoj državi Ilinois. Prema popisu stanovništva iz 2010. u njemu je živjelo 19.288 stanovnika.